# Nairobi
Nairobi – miasto i hrabstwo w Afryce, stolica Kenii, usytuowane w centrum kraju, na wysokości 1700 m n.p.m. u podnóża gór Aberdare i źródeł rzeki Athi. Jedno z największych miast Afryki Wschodniej. Główne gałęzie przemysłu to spożywczy, włókienniczy, chemiczny, drzewny i papierniczy. Ważny węzeł drogowy, ma połączenie kolejowe z Mombasą i Kampalą w Ugandzie.
Założone w 1899 r. przez Brytyjczyków na terenach Masajów w trakcie budowy linii kolejowej z Ugandy do Mombasy. W 1905 r. stało się stolicą brytyjskiego Protektoratu Afryki Wschodniej, a w 1963 r. niepodległej Kenii. Jest siedzibą szeregu szkół wyższych m.in. Uniwersytetu Strathmore, znajduje się tu największa biblioteka publiczna w Kenii – McMillan Memorial Library, założona w 1931 roku oraz biblioteka narodowa (Kenya National Library Service).
W pobliżu miasta znajduje się port lotniczy Jomo Kenyatta International Airport.
Miasto jest jedną z czterech głównych siedzib ONZ na świecie (pozostałe to Nowy Jork, Genewa i Wiedeń), jedyną w kraju rozwijającym się. Gości Sekretariaty Programów Narodów Zjednoczonych ds. Środowiska (UNEP) i ds. Osiedli Ludzkich (UN-Habitat).
W 1981 r. zostały tu uchwalone Afrykańska Karta Praw Człowieka i Ludów (26 czerwca) oraz Traktat w sprawie ochrony symbolu olimpijskiego (26 września).

## Turystyka
W Nairobi mieści się Muzeum Narodowe Kenii z wartościową ekspozycją początków rodzaju ludzkiego. W stolicy Kenii znajduje się także Muzeum Karen Blixen, poświęcone duńskiej pisarce, autorce słynnej powieści Pożegnanie z Afryką wydanej w 1937 r. Niedaleko miasta znajduje się Park Narodowy Nairobi.

## Transport

### Komunikacja miejska
Komunikacja miejska pojawiła się w Nairobi w 1937 r.; wówczas powstało przedsiębiorstwo Kenya Bus Service KBS. W ostatnich latach działalności tej firmy nie była w stanie zapewnić obsługi ciągle rozrastającemu się miastu, zarówno pod względem liczby mieszkańców, jak i terytorium. Z tego powodu stały się bardzo popularne przewozy mikrobusami, zwanymi matatu. Matatu przejęły komunikację, co spowodowało, iż w 1998 KBS, mając zaledwie 30% udziału w rynku przewozów miejskich, upadło.

## Miasta partnerskie
- Colonia Tovar, Wenezuela
- Denver, Stany Zjednoczone
- Rio de Janeiro, Brazylia